# オレグ・ガズマノフ
オレグ・ミハイロヴィッチ・ガズマノフ（ロシア語: Оле́г Миха́йлович Газма́нов、Oleg Mikhaylovich Gazmanov、1951年7月22日 ‐ ）は、ソビエト連邦およびロシア連邦の歌手、作曲家、詩人、俳優、プロデューサー。ロシア連邦人民芸術家（2001年）。ロシアの全国音楽賞『オベーション』を7回受賞。

## 概要
ロシアの歴史や、ロシアを称賛する愛国歌を主に歌っている。また、ロックバンドのЭскадрон（Squadron、スカドロン）のボーカリストでリーダーを務めており、メンバーにレゾフ・ヴァレンティン（ベースギター）、ユーリ・ビバチェフ（ボイスパーカッション）、ドミトリー・アンドリアノフ（ギター）、アンドレイ・ゴレンコ（キーボード）がおり、いずれもソロでの活動も行っている。
屋外で歌を披露するために招待され、マイクを握ったところ機材が漏電しており触った瞬間感電してしまったことがある。彼は地面に倒れたもののすぐに起き上がり、大事には至らなかった。しかし後日、朝のトークショーに出演していたところ彼の後ろにあった機材が突如倒れて彼の頭に直撃する事故が立て続けに発生した。
2022年3月18日にモスクワで開催された記念コンサート「クリミアの春」に参加し、自身のヒット曲を披露した。このコンサートでガズマノフはロシアによるウクライナ侵攻と、ウラジーミル・プーチン大統領への支持を表明した。コンサート中に行われたプーチン大統領の演説をロシア国営テレビ「チャンネル1」や「ロシア1」が生放送していたところ、突如演説が中断され、誤って演説前にガズマノフが歌っていた様子が映し出されるという放送事故が発生した。
2022年9月11日にイジュームで、その後11月13日にヘルソンでコンサートを企画していたが、どちらも直前にウクライナ軍により現地が陥落してしまい、コンサートを中止に追い込まれてしまう。
2022年10月6日以降、ロシアのウクライナ侵攻を支持したとして、欧州連合加盟国およびその他の国から制裁を受けている。
2024年6月、EU制裁対象としてSpotifyでのプロフィールはサービスによって削除された。

## バイオグラフィー
- 1989年 — « Люси »
- 1991年 — « Эскадрон »
- 1992年 — « Есаул »
- 1993年 — « Морячка »
- 1994年 — « Загулял »
- 1996年 — « Бродяга »
- 1996年 — « Москва. Лучшие песни »
- 1997年 — « Эскадрон моих песен шальных… »
- 1998年 — « Красная книга »
- 2000年 — « Из века в век. Избранное »
- 2002年 — « Первый раунд — 50! »
- 2003年 — « Мои ясные дни »
- 2004年 — « Господа Офицеры — 10 лет »
- 2005年 — « Сделан в СССР »
- 2006年 — « Лучшие песни »
- 2008年 — « Семь футов под килем »
- 2011年 — « Upgrade »
- 2012年 — « Измерение жизни »
- 2013年 — « Антология »
- 2014年 — « Перезагрузка »
- 2015年 — « Вперёд, Россия! »　『進めロシア』
- 2018年 — « Жить — так жить! »
- 2021年 — « 7:0 в мою пользу »
- 2022年 — « Мама-Родина » 『母なる祖国』 （アレクサンドル・マルシャル とのデュエット）
- 2022年 — « Артефакты »
- 2023年 — « Солдаты России » 『ロシアの兵士』